# Westerkappeln
Westerkappeln è un comune di 11 249 abitanti della Renania Settentrionale-Vestfalia, in Germania.
Appartiene al distretto governativo (Regierungsbezirk) di Münster e al circondario (Kreis) di Steinfurt (targa ST).